# Cantón de Saint-Pierre-d'Irube
El cantón de Saint-Pierre-d'Irube era una división administrativa francesa, situada en el departamento de los Pirineos Atlánticos y la región Aquitania.

## Composición

Comunas del cantón de Saint-Pierre-d'Irube.

El cantón de Saint-Pierre-d'Irube agrupaba 5 comunas:
- Lahonce
- Mouguerre
- Saint-Pierre-d'Irube
- Urcuit
- Villefranque

## Consejeros generales
| Fecha de elección                          | Identidad            | Partido | Calidad |
| ------------------------------------------ | -------------------- | ------- | ------- |
| 1982                                       | Henri Placé          | RPR     |         |
| 1988                                       | Jean-Pierre Destrade | PS      |         |
| 1994                                       | Jean-Pierre Destrade | PS      |         |
| 2001                                       | Jean-Pierre Destrade | -       |         |
| No se conocen los datos anteriores a 1982. |                      |         |         |

## Supresión del cantón de Saint-Pierre-d'Irube
En aplicación del Decreto n.º 2014-248 de 25 de febrero de 2014 el cantón de Saint-Pierre-d'Irube fue suprimido el 22 de marzo de 2015 y sus cinco comunas pasaron a formar parte del nuevo cantón de Nive-Adour.